# Kastell Günzburg
Das Kastell Günzburg (lateinisch Guntia) ist ein römisches Grenzkastell der älteren Donaulinie des Raetischen Limes in Günzburg (Bayern). Das Kastell wurde in der römischen Provinz Raetia gegründet und lag rund 38 Kilometer westlich von deren Hauptstadt Augusta Vindelicum (Augsburg). Es bestanden vermutlich vier zeitlich aufeinanderfolgende Kastelle.

## Lage
Guntia befand sich an der nördlichen Grenze der spätantiken Provinz Raetia secunda. Es lag an den Mündungen der Günz und der Nau in die Donau. Das Kastell spielte mit seinem Donauübergang vermutlich eine strategisch wichtige Rolle. Um 297 wird in einer Lobrede auf den Regenten Constantius I. „[…] usque ad Danubii transitum Guntiensem […]“ erwähnt.

## Forschungsgeschichte

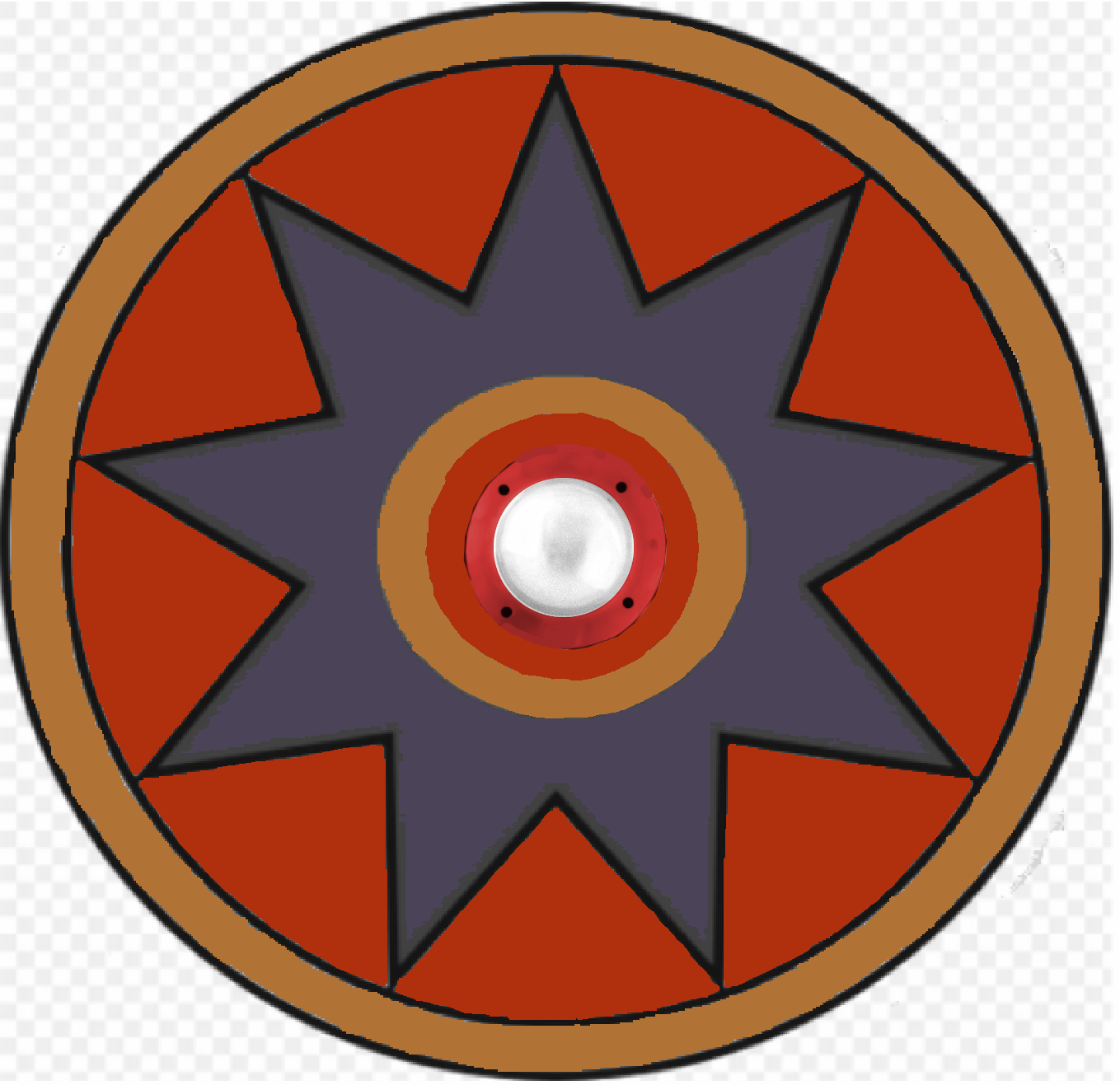
Überlieferte Schildbemalung der Milites Ursarienses aus der Notitia Dignitatum

Bereits im 18. Jahrhundert wurde das antike Guntia, das bereits in der Notitia dignitatum erwähnt wurde, bei Günzburg verortet. Einer der ersten, der sich mit Guntia naher befasste, war der Altertumsforscher Johann Nepomuk von Raiser.
Erst nach der Deutschen Reichsgründung konnten in der zweiten Hälfte des 19. Jahrhunderts Archäologen damit beginnen, den zuvor nur rudimentär bekannten Verlauf genauer aufzunehmen und erste systematische Ausgrabungen am deutschen Limes vorzunehmen. 1892 wurde zu diesem Zweck die Reichs-Limeskommission (RLK) unter der Leitung des Althistorikers Theodor Mommsen mit Sitz in Berlin gegründet. Eine Bauinschrift des älteren römischen Kastells um 77/78 wurde um 1910 gefunden, ein Weihestein für die Göttin Gôntia 1929. Diverse Gutshöfe (villae rusticae) und kleinere Siedlungen um Günzburg in der Folge wurden archäologisch ebenso nachgewiesen. 2003 wurde die Kastellmauer des letzten Kastells aus der Zeit des Theodosius I. als Opus caementicium identifiziert, was eine baugeschichtliche Besonderheit darstellt.
Zwischen 1976 und 2008 fanden Rettungsgrabungen im großen römischen Gräberfeld an der Ulmer Straße statt.

## Kastell

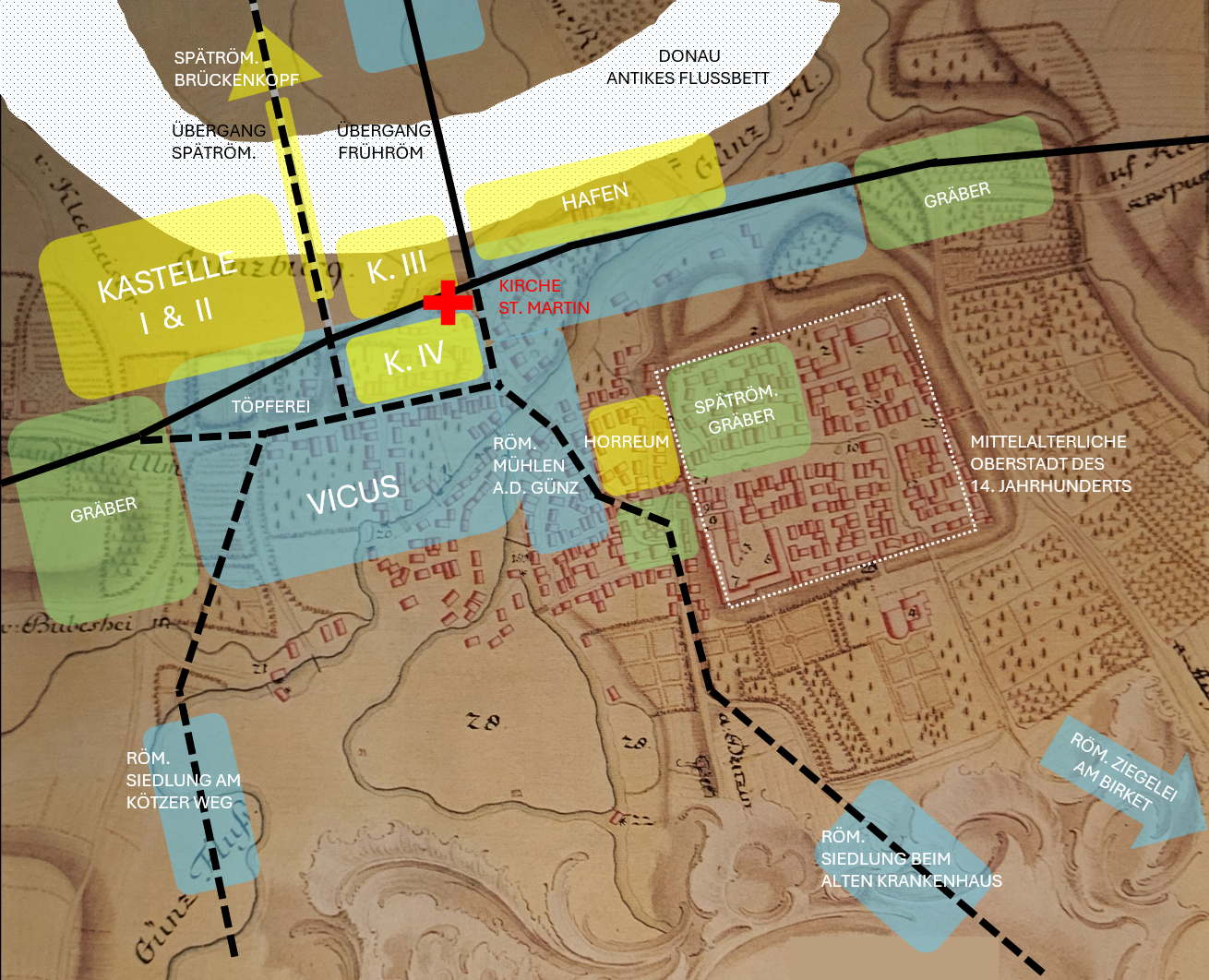
Schematische Darstellung des römischen Günzburgs (Gontia) auf der Kartenbasis des Kolleffel-Plans von 1750

Ein Kastell wurde von den Römern zur Verteidigung der Donaugrenze vermutlich bereits um 45 bis 50 n. Chr. gegründet. Es bestanden vermutlich vier zeitlich aufeinanderfolgende Kastelle:
- Bauphase I – Claudisch-Neronisches Kastell: erbaut etwa 45 bis 50. Dieses Kastell wurde archäologisch bisher nicht nachgewiesen, seine Existenz erscheint aber durch Einordnung in ein Bauprogramm, infolgedessen auch diverse Nachbarkastelle errichtet wurden, schlüssig. Mittels Strontiumisotopenanalyse ausgewertete Grabfunde und weitere archäologische Fundstücke deuten in der fraglichen Zeit auf eine Zuwanderungswelle insbesondere aus den Bereich Vindonissa hin – was als Verlegung von Teilen dort stationierter Einheiten interpretiert wird.
- Bauphase II – Flavisches Kastell: erbaut etwa 77. Sein Standort lässt sich anhand archäologischer Funde, darunter einer Bauinschrift,[9] ungefähr im Bereich des heutigen Friedhofs verorten. Stationiert war hier die Ala II Flavia, eine 1000 Mann starke römische Reitereinheit (später wurde die Einheit nach Heidenheim, dann nach Aalen verlegt).
- Bauphase III – Tetrachisches Kastell: erbaut nach Rücknahme der Grenze vom Rätischen Limes zur Donau infolge der Alamanneneinfälle um das Jahr 300. Vermutlich lag es nördlich der Kirche Sankt Martin und wurde durch eine Donau-Überschwemmung zerstört. Stationiert könnte eine Vexillation der Legio III Italica gewesen sein.

- Bauphase IV – Theodosianisches Kastell: erbaut um 380 bis 400. Das Kastell befand sich im Bereich südwestlich der Kirche. Diese Festung ist in mehrerer Hinsicht singulär. Zum einen stellt sie die spätestbekannte größere militärische Baumaßnahme der Römer in Rätien dar. Zum anderen ist die Stärke ihrer Grundmauern (ein etwa 5,30 bis 5,90 Meter breites Gussmauerwerk aus Opus caementicium) einzigartig nördlich der Alpen.[5] Auch ihre Größe übertrifft jene benachbarter Kastelle bei weitem - mit Ausnahme des Legionslagers Regensburg. Kalktuff-Quader der spätantiken Festung wurden später für den Bau des mittelalterlichen Kirchturms verwendet, ebenfalls finden sich solche Steine im Bau der heutigen Günzbrücke. Das Kastell war mit den „Milites Ursariensis“ besetzt („Bärenfänger“); sie standen unter dem Kommando des Dux Raetiae. Wahrscheinlich war ein Gutteil der Soldaten germanischer Herkunft (Foederaten).

Die Kastelle dienten der Sicherung des wichtigen Donauüberganges. Vermutlich war dieser Übergang nach dem Alamannensturm der letzte in römischer Hand – es scheint ein feststehender, bekannter geographischer Begriff in der römischen Welt gewesen zu sein und wird als „Transitus Guntiensis“ in einer Lobrede auf den Caesar Constantius I. erwähnt. Die Rede lobt militärische Erfolge in der Alamannia und zeigt damit die Bedeutung Guntias als Ausgangspunkt militärischer Offensiven bereits in tetrarchischer Zeit.
Der Übergang befand sich ungefähr in der Verlängerung der Brunnengasse nördlich der Zankerstraße (im Bereich nördlich dieser Straße wird das Südufer der römerzeitlichen Donau vermutet). Hier kamen diverse Fundamente, Quader und Spolien ans Tageslicht. Der Übergang könnte aus einem befestigten Brückenkopf am Nordufer sowie einer Pontonbrücke bestanden haben.

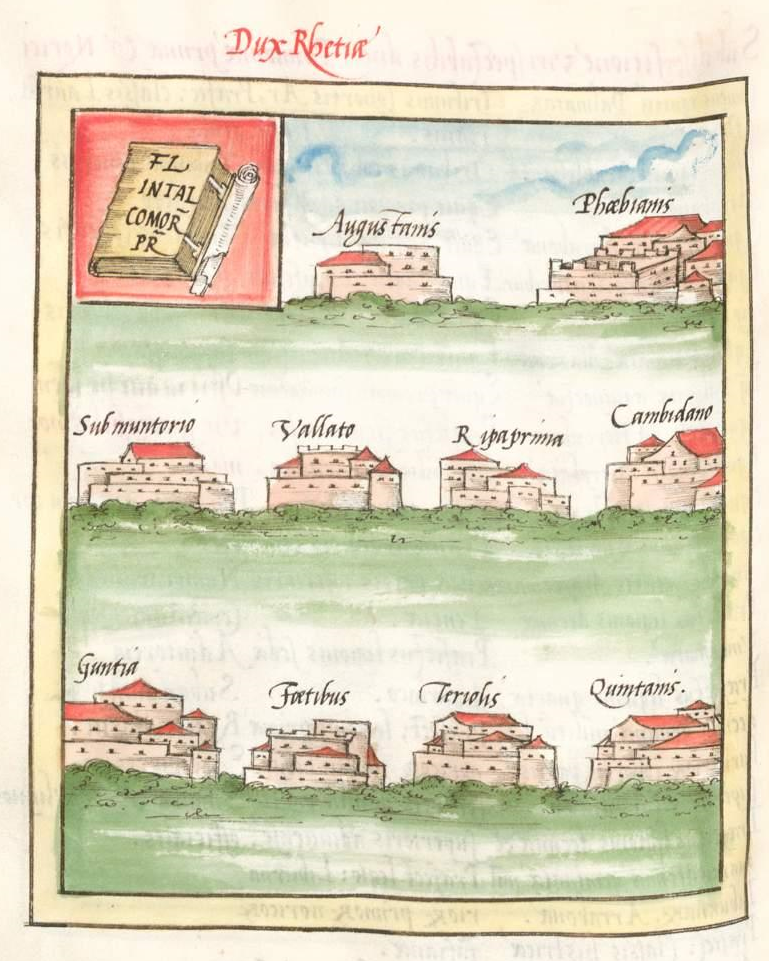
Ansicht von Guntia (erste von links in der letzten Reihe) in einer mittelalterlichen Abschrift (Münchner Codex) der Notitia Dignitatum

Es wird angenommen, dass Guntia auch ein Stützpunkt der römischen Donauflotte war - an der Günzmündung im Bereich des „Kappenzipfels“ fanden sich Überreste von Baracken und weitere militärische Funde.

## Vicus
Neben den Garnisons-Einrichtungen entwickelte sich eine größere, zeitweise recht wohlhabende Zivilsiedlung (Vicus) mit guter Einbindung in das römische Fernstraßennetz. Die Funde lassen auf weitreichende Handelsbeziehungen schließen. Im Bereich der Birketstraße befand sich eine römische Ziegelei. Auch eine Töpferei wurde nachgewiesen. An der Günz betrieben Müller ihr Handwerk, welche dem Gott Neptun für die Wasserkraft mit der Weihe eines Altars dankten, welcher sich erhalten hat – „Neptu(no) sacr(um) molin(arii)“. Diverse Gutshöfe (villae rusticae) und kleinere Siedlungen erschlossen das Umland agrarisch. Ein Brandhorizont deutet auf eine Zerstörung des Ortes im 3. Jahrhundert hin, jedoch erfolgte ein Wiederaufbau.
Für Günzburg wird eine Siedlungskontinuität als wahrscheinlich angenommen. Aus dem alten römischen Kastell wurde ein fränkischer Königshof, dessen Reste heute noch im Kirchturm von St. Martin zu sehen sein sollen.

## Denkmalschutz
Die Standorte der Kastelle und Siedlungen sind geschützt als eingetragene Bodendenkmale als Kastell und Siedlung (vicus) in der Liste der Bodendenkmäler in Günzburg. (u. a. D-7-7527-0147 und D-7-7527-0151).